# Der Danziger Vorposten
Der Danziger Vorposten war eine Zeitung der NSDAP in Danzig, die als amtliches Organ der Nationalsozialisten zuerst als Wochenzeitung und nach der „Machtergreifung“ der Nationalsozialisten im Jahre 1933 als Tageszeitung erschien. Die Zeitung wurde erstmals ab November 1930 als Danziger Beobachter, danach als Der Vorposten herausgegeben. 
Die Zeitung wurde als ein Verlag in der Rechtsform der Gesellschaft mit beschränkter Haftung (GmbH) im Jahre 1931 gegründet. Sie erschien zuerst wöchentlich, dann ab dem 1. Juni 1933 in täglicher Ausgabe. Die Auflage betrug Mitte der 1930er Jahre zwischen 25.000 und 30.000 Exemplare. Weiterhin veröffentlichte der Verlag ab dem 15. Juli 1936 die täglich erschienene Danziger Morgenzeitung in einer Auflage von etwa 5 000 Exemplaren. Diese Zeitung wurde von der gleichen Schriftleitung wie Der Danziger Vorposten geleitet. 
In der Zeitung wurden bis 1944 hauptsächlich Verlautbarungen der NSDAP und des Reichsstatthalters Albert Forster, der auch als Herausgeber der Zeitung wirkte, und seiner unterstellten Behörden für den Gau Danzig-Westpreußen veröffentlicht. Der Verlag hatte seinen Sitz in Danzig in der Kettenhager Gasse 11–12 (auch: Elisabethkirchengasse). Zum 15. Februar 1936 wurde eine Jubiläumsausgabe anlässlich des fünfjährigen Bestehens der Zeitung herausgegeben.
Die Zeitung hatte 1937 einen Umfang von 16 Seiten. Beilagen waren Zwischen Norden und Osten und eine Unterhaltungsausgabe.

## Organisation der Zeitung (1937)
- Danziger und allgemeine Politik und Hauptschriftleiter: Wilhelm Zarske
- NS-Bewegung: Bruno Friedrich
- Lokale Nachrichten: Georg Hartwig
- Kulturpolitik und Unterhaltung: Hanns Strohmenger
- Sport: Karl Baedeker
- Handel und Wirtschaft: Edgar Sommer
- Nachrichtendienst: Berthold Wiegand
- Ostfragen und Baltikum: Arthur Reiß
- Musikkritik: Erich Lindow
- Vertreter in Berlin: Hans Joachim von Reischach
- Vertreter in Paris: Kurt Ihlefeld[1]
- Vertreter in Riga: Heinrich Bosse
- Vertreter in Stockholm: Hans-Georg Wagener
- Vertreter in Warschau: Hans Mosberg

## Hinweise
1. ↑  Maximilian Scheer berichtet über seine frühere Zeit in Paris: Ihlefeld war vor Ort "Zellenleiter" der NSDAP und Pariser Korrespondent von Der Angriff in Berlin; er hat auch Spitzelberichte, z. B. über den Botschafter Köster, aus Paris nach Berlin geschickt; er wurde Pressechef der Messe Hannover nach 1945; in: "So war es in Paris", 1972, S. 102f.